# Katholische Arbeitsgemeinschaft für Soldatenbetreuung
Die Katholische Arbeitsgemeinschaft für Soldatenbetreuung e. V. (KAS) ist ein gemeinnütziger katholischer Verein. Sie engagiert sich seit 1956 in der außerdienstlichen Freizeitbetreuung der Soldaten der Deutschen Bundeswehr. Die KAS betreut auch die Angehörigen von Soldaten sowie die am Standort lebende Zivilbevölkerung. Der Verein ist Mitglied im Deutschen Caritasverband. Die Arbeit der KAS wird durch den Katholischen Militärbischof und den Bundesminister der Verteidigung sowie durch selbst erwirtschaftete Mittel finanziert. Die KAS ist an etwa 60 Standorten in Deutschland und in den Einsatzgebieten der Bundeswehr gemeinsam mit der Evangelischen Arbeitsgemeinschaft für Soldatenbetreuung e. V. (EAS) für Mitglieder (Bundeswehrangehörige und deren Familienmitglieder) „da“.

## Tätigkeitsfelder

### Familienbetreuung
Soziale Arbeit unter Bundeswehrangehörigen und ihren Familien mit folgenden Zielsetzungen:
- Soldatenfamilien und ihren Familienzusammenhalt stärken
- Kommunikation und gegenseitiges Verständnis fördern
- Individuelle Widerstandskräfte gegen Stress erhöhen
- Hilfestellung bei individuellen Fragen für Soldatenfamilien geben
- Für Erholung und Entspannung sorgen
- Wahrnehmung und Verständnis für die besondere Lebenssituation der Soldatenfamilien in der Zivilgesellschaft fördern
- Die Bedürfnisse und Gefühle von Angehörigen in den Bundeswehrkontext und die Entwicklung neuer Angebote einbringen
- Angebote:
  - Fachvorträge, Workshops, Thementage, Wochenend- und Wochenseminare z. B. zur Einsatzvorbereitung, Einsatzbegleitung und Einsatznachbereitung
  - Erholungsangebote
  - Kinderbetreuungsangebote
  - Begleitung und Unterstützung in verschiedenen Projekten
  - Aus- und Weiterbildung
  - Lebenspraktische Beratung

### Freizeitbetreuung
- Beratung, Planung, Organisation und Durchführung von Events und Veranstaltungen an Standorten im In- und Ausland
- Einrichtung und Betrieb von Soldatenheimen, Freizeitzentren und Freizeitbüros an vielen Bundeswehrstandorten, vornehmlich im Westen und Süden der Bundesrepublik

### Einsatzbetreuung
- Betrieb der OASEN – Betreuungseinrichtungen in Einsatzländern (durch die ARGE EAS/KAS GbR)
- Flexible Betreuung im Einsatz z. B. mit Lieferung von Freizeitequipment, Konzerten und Workshops

### Service
- Informationsmaterial und Unterlagen zur Vorbereitung und Durchführung von Freizeitangeboten
- Antworten auf Fragen zur Veranstaltungsorganisation oder Serviceangeboten
- Hilfe bei der Beschaffung von Freizeitmaterial
- Hilfe bei der Produktion von Werbematerialien für die Freizeitbetreuung

## Einrichtungen
Die Geschäftsstelle befindet sich in Berlin-Marienfelde und liegt in der Pfarrei St. Maria – Berliner Süden im Erzbistum Berlin.
Neben den verschiedenen regionalen und zentralen Betreuungsangeboten in den Bereichen Freizeit und Kultur, der Erwachsenenbildung und der Familienarbeit, unterhält die KAS derzeit folgende Betreuungsstandorte:
- Sechs Soldatenheime (Haus der Gebirgsjäger, Füssen, Heinrich-Köppler-Haus, Hammelburg, Erich-Kemmer-Haus, Oberviechtach, Haus Linzgau, Pfullendorf, Haus Ostmark, Roding, Haus Heuberg, Stetten a.k.M)
- 28 Standorte der offenen Betreuung, davon 12 mit einem KAS-Freizeitzentrum
- Zwei Oasen in Masar-e Scharif (Afghanistan) und Prizren (Kosovo), durch die ARGE EAS/KAS GbR

Die Arbeit des Vereins wird von der Katholischen Familienstiftung für Soldaten mit Sitz in Berlin-Marienfelde unterstützt, die die Familienarbeit in der katholischen Militärseelsorge fördert. Die Schirmherrschaft hat Wolfgang Schneiderhan. Im Stiftungsbeirat sind unter anderem Wolfgang Bosbach, Claus Hipp, Bernhard Meuser, Klaus Stüwe sowie Ministerpräsident Dr. Reiner Haseloff tätig. Im Stiftungsrat wirkt Markus Grübel mit.

## Schutzpatron: Pater-Rupert-Mayer
Der Schutzpatron der Katholischen Arbeitsgemeinschaft für Soldatenbetreuung (KAS) ist Pater Rupert Mayer. Er ist gleichzeitig Namensgeber der Berliner Geschäftsstelle. Der Verein fühlt sich dem Erbe des Jesuitenpaters besonders verpflichtet, da er sich absolut und bedingungslos für die Soldaten im Felde sowie für die Menschen, die ihm anvertraut waren einsetze. Sein Maßstab war seine Liebe zu Christus und sein Glaube, für den er Zeugnis ablegte. Auch die KAS möchte mit ihren Betreuungsangeboten ergänzend zur geistlichen und theologisch-qualifizierten Arbeit für unsere Soldaten Zeugnis ablegen – getreu dem Motto: „KAS – Für Euch da!“ Der Jesuit Pater Rupert Mayer (1876–1945) stand Soldaten unter Einsatz des eigenen Lebens im Ersten Weltkrieg bei. Selbst schwer kriegsversehrt durch zwei Beinamputationen, ließ er sich dennoch nicht davon abbringen, als Kirchenmann und deutscher Patriot während der Weimarer Republik und des Dritten Reiches zu wirken.